# Patrick Gillard
Patrick Gillard (20 september 1947 - 4 januari 2022) was een Belgisch hockeyer.

## Levensloop
Gillard was actief bij La Rasante en Royal Léopold HC.
Daarnaast maakte hij deel uit van het Belgisch hockeyteam, waarmee hij onder meer deelnam aan de Olympische Zomerspelen van 1972. In totaal verzamelde hij 8 caps.
Na zijn spelerscarrière was hij onder meer coach van La Rasante. Met deze club won hij in 1990 de landstitel en in 1990 en '91 de Beker van België. Vervolgens ging hij aan de slag als coach van het herenteam van Royal HC Baudouin. Met deze club werd hij driemaal landskampioen (1993, '94 en '95) en won hij even vaak de Beker van België (1992, '94 en '95).